# Bioskop

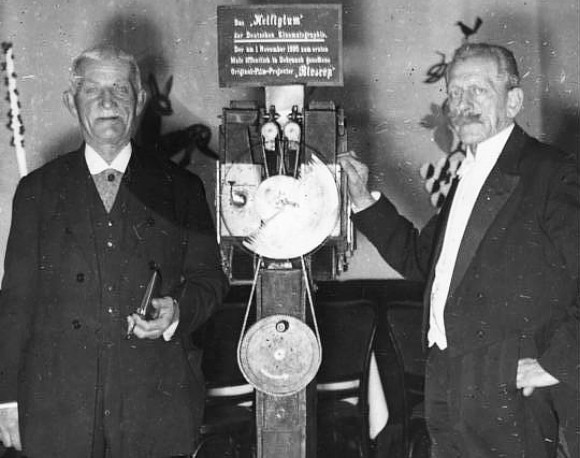
Max (t.h.) och Eugen Skladanowsky med sin "Bioskop I".

Bioskop (även bioscop), av grekiskans bios – liv och skopeín – betrakta, är en tidig filmprojektor som uppfanns av bröderna Skladanowsky år 1895 i Berlin. Den teknisk komplicerade apparaten ses som den första tyskbyggda filmprojektorn och Europas första som visade film för en betalande publik. Men den hade aldrig någon framtid och 1897 ställdes både vidareutvecklingen och filmvisningarna in. 

## Bioskop I och II
| Patenturkund och ritning för "Bioskop I", 1895 |  | Patenturkund och ritning för "Bioskop I", 1895 |
| Patenturkund och ritning för "Bioskop I", 1895 |  |                                                |

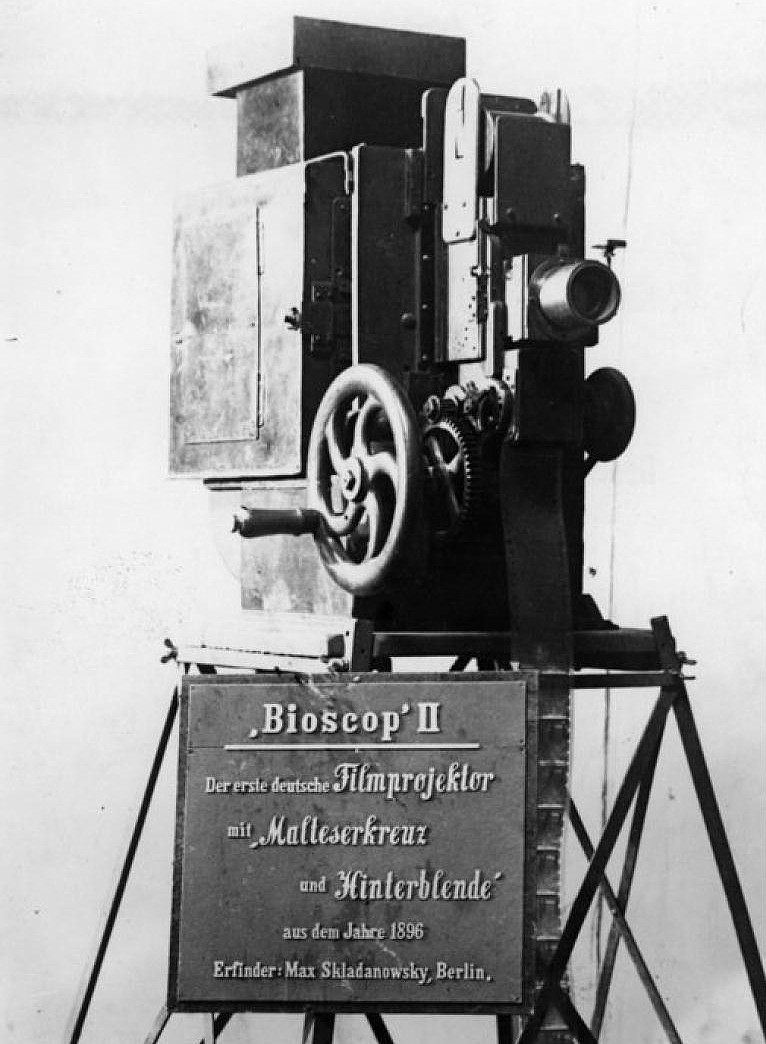
"Bioscop II" från 1896.

År 1894 byggde Max Skladanowsky sin första filmkamera och omkring midsommar 1895 utvecklade han tillsammans med sin yngre bror Emil (1866-1945) en projektor för rörliga bilder som var en vidareutveckling av laterna magican. Den 1 november fick de patent nr. 88599 för Vorrichtung zum intermittierenden Vorwärtsbewegen des Bildbandes für photographische Serien (ungefär Anordning för avbrottslös transport av bildbandet för fotografiska serier).
Apparaten arbetade efter duplexmetoden och fick namnet bioskop. Som inspelningsmaterial tog bröderna Skladanowsky negativ rullfilm som exponerades med upp till 48 delbilder på en 1,5 meter meter lång filmremsa. Bildfrekvensen var åtta bilder per sekund, vilket är för lite för att erhålla illusionen av en ”rörlig bild”. Därför klippes den framkallade remsan isär i sina delbilder och limmades ihop på nytt, men fördelade på två 54 millimeter breda remsor där den ena innehöll bilder med jämna tal (2, 4, 6 osv) och den andra med ojämna (1, 3, 5 osv). Perforeringen fick utföras för hand med en nittång. Perforeringshålen förstärktes med metallöglor.
Projektorn hade två objektiv, där ett av dem växelvis täcktes över av en roterande bländare. Medan bilden från den ena filmremsan visades matades bilden från den andra (bakom bländaren) i rätt läge. Bilderna projicerades alltså växelvis (duplex) och i rätt ordning. Fördelen var att det inte uppstod någon mörk fas mellan bilderna och bildfrekvensen ökade till 16 bilder per sekund som kunde upplevas som ”rörlig”. Eftersom filmremsorna var hoplimmade till slingor kunde filmscenerna visas utan avbrott flera gånger i rad.
Sedan Max Skladanowsky fick se Bröderna Lumières teknisk överlägsna kinematograf i Paris år 1896 förbättrade han projektorn till modell ”Bioskop II”. Den klarade sig med ett objektiv och hade inbyggd bländare. Men det saknades kapital att vidareutveckla produkten och 1897 följde den sista filmvisningen med en bioskop. Senare kom det till en upphovsrättslig strid mellan bröderna om vem som ägde patentet, som först 1930 reglerades till förmån för Max Skladanowsky. Originalprojektorn ägs av Tysklands Bundesarchiv och är utlånat till Filmuseum i Potsdam.

## Filmvisningar med "Bioskop I"

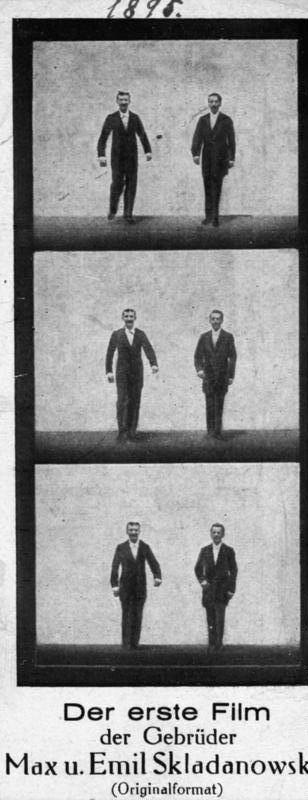
Apotheose.

I de första filmupptagningarna uppträdde Max tillsammans med sin äldre bror Eugen (1859-1945), som även skrev några filmmanus. Premiären för den första filmvisningen med bioskop ägde rum den 1 november 1895 i varieté Wintergarten i Berlin. Det var ungefär ett halvt år efter att Bröderna Lumière presenterade sin kinematograf för offentligheten i Paris, men första gången i Europa framför en betalande publik.
Filmprogrammen var cirka 15 minuter långa och visades som slutnummer i Wintergarten. Bland repertoaren kan nämnas Italienischer Bauerntanz, Komisches Reck, Serpentintänzerin, Boxendes Känguruh och Apotheose. Programmet ackompanjerades av piano. Apothese bildare finalen och var en filmad bugning av bröderna  Skladanowsky. Den boxande kängurun hör idag till en av den unga filmens klassiker. Publiken och pressen var imponerade, bioskopet betecknades som ”moderna tidens intressantaste uppfinning” och en redaktör från Staatsbürger Zeitung skrev den 5 november 1895 bland annat: ”… momentfotografiet är inte stel utan levande. Fan vet hur han (Skladanowsky) bär dig åt.”
Efter sina visningar i Berlin besökte bröderna Skladanowsky olika städer i Europa för att demonstrera och marknadsföra sin apparat. Vid det tillfället kom de i augusti 1896 även till Stockholm där de visade små filmstumpar av varietékaraktär från Berlin. Platsen var Kristallsalongen på Stockholms Tivoli på Södra Djurgården. Under sitt besök i Stockholm och på Djurgården arrangerade Max Skladanowsky även en filminspelning som han kallade Komische Begegnungen im Tiergarten zu Stockholm (Komiska förvecklingar på Djurgården i Stockholm). Samtliga aktörer var skådespelare hämtade från Tivoli. Komiska förvecklingar på Djurgården i Stockholm är den första spelfilmen som spelades in på svensk mark, men den visades aldrig i Sverige.